# Unión de Rugby de Formosa
La Unión de Rugby de Formosa (URF) es una asociación regional de clubes de rugby de Argentina con jurisdicción en la provincia de Formosa, ubicada en el norte del país. Fue creada el 2 de abril de 1988 y está afiliada a la Unión Argentina de Rugby. Organiza torneos masculinos y femeninos, para mayores y menores.

## Clubes
La Unión de Rugby de Formosa (URF), es una federación deportiva con sede en la ciudad de Formosa que agrupa a clubes de toda la provincia, incluyendo clubes y equipos de los pueblos originarios que habitan el territorio provincial.
1. Aguará Rugby & Hockey Club (Formosa)
2. Aborigen Rugby Club (Formosa)
3. Águilas Rugby Club (Formosa)
4. Caza y Pesca Rugby Club (Formosa)
5. Chajá Rugby & Hockey Club (Formosa)
6. Bermejo Rugby Club (El Colorado)
7. El Bagual (Villafañe)
8. Club Laguna Rugby Club (Laguna Blanca)
9. Qompi Rugby (Formosa)
10. Los Teros Rugby & Hockey Club (Pirané)
11. Norec Rugby Club (Formosa)
12. Ñandupé Rugby & Hockey Club (Clorinda)
13. San Cipriano Rugby (Formosa)

## Torneos
La URS organiza los campeonatos internos de la federación. Los equipos masculinos de la UAR también participan en el Torneo Regional del Nordeste, junto a equipos de la Unión de Rugby del Noreste (URNE) -que agrupa clubes de Chaco y Corrientes- y de la Unión de Rugby de Misiones (URUMI).
La URF ha promovido también el rugby femenino, que en 2018 ya contaba con cinco equipos: Chajá, Qompí, San Cipriano, Caza y Pesca y Ñandupé.

## Pueblos originarios y discriminación
En 2021 el Aborigen Rugby Club, integrado por jugadores de los pueblos originarios formoseños, hizo historia al consagrarse campeón del torneo interno. Sin embargo se han denunciado actitudes discriminatorias racistas hacia los jugadores indígenas, tanto por parte de la dirigencia de la URF, como de la Unión Argentina de Rugby.